# 有線兒童台
有線兒童台（英語：i-CABLE Children Channel），是由香港有線娛樂有限公司制作，並在香港有線電視獨家播放的其中一個娛樂頻道，早年主要播映兒童節目和親子節目，教育與娛樂並重，亦有播放動畫連續劇，播映的節目以動畫連續劇和曾在奇妙電視中文台（後稱「香港開電視」）播映的外購兒童節目為主。

## 歷史與發展
兒童台在營運初期自行製作多個節目，當中包括由詹瑞文主持的「JIM記一日遊」、「知多D 健康D」、「齊齊學英文」、「美勞小天使」及皇牌節目A級世界等。不過2006年起已停止製作節目，到2010年代起更重複播映卡通片。
1996年7月1日，有線電視開始把原有的電影台一分為三，其中電影一台（當時為第10頻道，現時為第41頻道）及電影三台（當時為第13頻道）作24小時播放。而電影二台則安排在第11頻道，於21:30至翌日06:00播放，兒童台播放時間由06:00至21:30播放。
其後兒童台播放時間有多次改動，有線電視曾經將兒童台播放時間縮短及延長至20:30，22:30，23:00及00:00。
在2001年至2007年暑假期間，有線兒童台曾舉辦「香港兒童競選大賽」。4-12歲經入圍的12位候選人，會到海外作親善之旅、野外定向及口才訓練等。其中在2001年有多達1600人報名。
2005年1月1日，兒童台開始更延長至24:00（翌日00:00）。
2006年1月3日，當電影三台（第42頻道）更名為HMC並改為在第43頻道播放後，兒童台播放時間最後改為24小時播放。
2009年1月10日，兒童台的播放時間改為06:00至22:00。
2009年6月12日，由於H1N1流感引致全港小學及幼稚園停課，兒童台的播放時間延長至24:00（翌日00:00）。现在恢复为06:00至22:00。
2018年4月3日早上6時起，台號由第11/141頻道改為第501頻道。
2019年12月2日，有線兒童台（SD：ch501）晚上10時起正式停止播放。本頻道的部分節目改於有線綜合娛樂台（高清：301台；標清：371台）播放。

## 已播放完畢的主要節目

### 外購動畫
- 《元素高手》
- 《Kids' WB華納動畫天地》（前身為華納動畫天地）
- 《名人列傳》（Animated Hero Classics）
- 《西遊記》
- 《新編十萬個為甚麼》
- 《奇天烈百科全書》
- 《鬼太郎》
- 《守護月天》
- 《魔法少女砂莎美》
- 《星期六迷你影院》（前身為Sunday迷你影院，2008年12月27日後停播）
- 《串燒動畫星期六》
- 《NHK叻寶寶學園》（前稱為NHK遊學場，2006年6月改用此名稱，2006年12月30日後停播）
- 《周日開心街》（前稱日日星期日，2006年7月30日後改用此名稱，2006年12月30日後停播）
- 《迪士尼動畫世界》
- 《Animax超級動畫》（本節目只播放Animax動畫，非新力影業開辦的電視頻道Animax）

### 外購經典節目
- 《小露寶》
- 《鐵人28》
- 《八千公物語》
- 《銀河鐵道999》
- 《藍精靈環遊世界》
- 《世界名作劇場》系列，如萬里尋親記，湯姆歷險記，長腿叔叔和羅密歐的天空等。
- 香港電台節目：《我們是這樣長大的》（1990年），柏林週記（1990年至1993年）

### 自製節目
- 《A級世界》
- 《我們都是父母》
- 《兒童權利齊齊講》
- 《我哋嘅世界》
- 香港童心綠遊遊
- 兒童財政預算案
- 《通識智激鬥》
- 《全港精英兒童大賽》
- 《全人大學堂》
- 《開心之城》
- 《智趣大本營》
- 《蔡志忠學生動畫系列》
- 《IQ非典型》
- 《IQ雙拼》

## 吉祥物
- 1995年：豬
- 1996年：鼠
- 1997年2月7日至1997年8月31日：小牛家族
- 1997年9月1日至2006年7月14日：「阿高」和「小圓」
- 2006年7月15日至2009年7月31日：「樂樂」和「童童」
- 2009年8月1日至今：「Johnny仔」

## 主持人
| 停播前現任 - 區焯文（Amen） - 劉蜀永（Bean） - 林鴻怡（Brenda） | 過往主持人 - 趙碧君（碧君姐姐） - 謝英許（DD哥哥，洋名Daniel） - 黃一山（細龜哥哥） - 陳佩珊（佩珊姐姐） - 陳雅嫻（Ronnie姐姐） - 詹瑞文（Jim哥哥） - 陳詠欣（Ada姐姐） - 羅秀慧（Idy姐姐） - 甄詠蓓（詠蓓姐姐，洋名Olivia） - 鄺文珣（文珣姐姐，洋名May） |

## 外部連結
- 有線寬頻相關網站 - 有線兒童
- 有線電視服務相關網站 - 有線兒童 （页面存档备份，存于）